# West Hanahai
West Hanahai é uma vila localizada no distrito de Ghanzi em Botswana. Possuía, em 2011, uma população estimada de 662 habitantes.